# Falcileptoneta yamauchii
Espèce
Synonymes
- Leptoneta yamauchii Nishikawa, 1982

Falcileptoneta yamauchii est une espèce d'araignées aranéomorphes de la famille des Leptonetidae.

## Distribution
Cette espèce est endémique de Shikoku au Japon,.

## Taxinomie
Cette espèce a été transférée du genre Leptoneta au genre Sarutana par Platnick en 1989 puis au genre Falcileptoneta par Irie et Ono en 2005.

## Publication originale
- Nishikawa, 1982 : A new leptonetid spider from a limestone cave of western Shikoku, southwest Japan.Journal of the Speleological Society of Japan, vol. 7, p. 78-82.